# Rohan-Stundenbuch

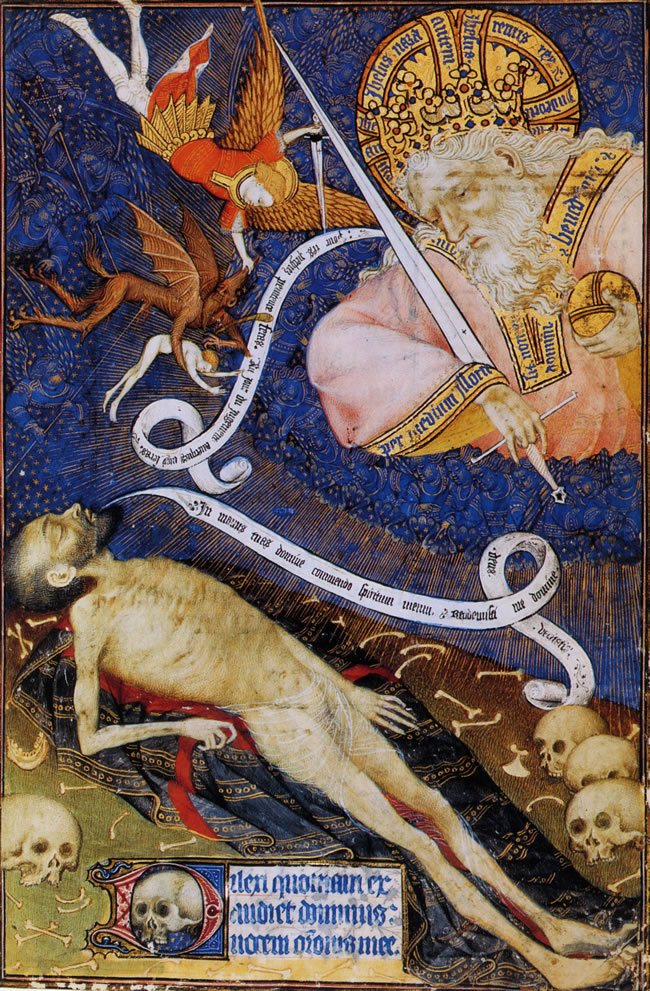
„Der Tote vor seinem Richter“. Rohan-Stundenbuch, Paris um 1430.

Rohan-Stundenbuch oder Grandes Heures de Rohan ist die Bezeichnung für eine illuminierte Handschrift in der französischen Nationalbibliothek in Paris (ms. lat. 9471). Das Stundenbuch trägt seinen Namen nach einem späteren Besitzer aus dem Haus Rohan. Die Auftraggeberin für die Handschrift, die vermutlich zwischen 1425 und 1430 in Paris angefertigt wurde, war wahrscheinlich Jolanthe von Aragón (1384–1442), die Frau Ludwigs II. von Anjou. Das Rohan-Stundenbuch ist, wie für Stundenbücher typisch, die sich an die gebildeten Laien richteten, in der Volkssprache verfasst, also einem frühen Mittelfranzösisch, enthält daneben aber auch längere lateinische Passagen.

## Beschreibung

### Inhalt
Ein Stundenbuch (französisch livre d'heures) ist ein Gebetbuch mit liturgischen Gebeten für das kirchliche Stundengebet. Kein Stundenbuch gleicht dem anderen, doch wesentliche Elemente haben alle gemeinsam. So beginnt auch das Rohan-Stundenbuch mit einem Kalendarium, dem kurze Abschnitte aus den Evangelien folgen, in der Reihenfolge Johannes, Lukas, Matthäus und Markus. Fragmente der Passionsgeschichte nach Johannes, verschiedene Gebete an Christus und an die Jungfrau Maria und ein Text zur Erinnerung an die „Fünf Schmerzen der Jungfrau“ schließen sich an.
Im Zentrum des Stundenbuchs stehen die marianischen Tagesgebete, das Officium Parvum BMV (Beatae Mariae virginis) mit den sogenannten kleinen Horen (Prim, Terz, Sext und Non), mit Psalmen und Antiphonen, Lesungen und Responsorien, Hymnen und Cantica, Versikeln und Gebeten.
Den nachstehenden sieben Bußpsalmen folgen verschiedene Litaneien und Gebete. Gekürzte Stundengebete des Kreuzes (Heures de la Croix) und des Heiligen Geistes (Heures du Saint-Esprit) und Texte zu den „Fünfzehn Freuden der Jungfrau“ schließen sich an. Der letzte liturgische Text im Rohan-Stundenbuch ist, wie in den meisten Stundenbüchern, das Totenoffizium, eine Sammlung von Psalmen und Lesungen, die den Leser an seine Sterblichkeit erinnern. Die Suffrages (mittellateinisch suffragium „Fürbitte“), kurze persönliche Gebete an verschiedene Heilige, und das Stabat mater beenden die Grandes Heures de Rohan. Die Namen der in den Fürbitten angerufenen Heiligen und die im Kalender markierten Heiligentage deuten auf die Herstellung oder den Gebrauch des Stundenbuchs in Paris.

### Gestaltung

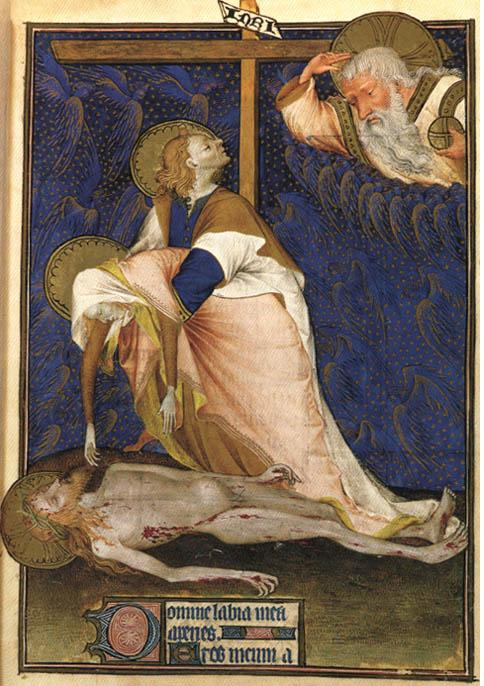
„Beweinung Christi“. Rohan-Stundenbuch, Paris um 1430.

Die Pergamenthandschrift im Format 29 X 21 cm zeigt auf 239 Blättern 11 ganzseitige, 54 halbseitige und 227 kleinere, durch schmale Stäbchen gerahmte Miniaturen. Jeweils acht Blätter aus vier in der Mitte gefalteten Bogen sind in 31 Lagen miteinander verbunden. Einige Blätter mit vier der ursprünglich fünfzehn ganzseitigen Illustrationen gingen verloren. Die Miniaturen auf einer halben Seite sind höher als breit und nehmen in etwa den Platz ein, der sonst für eine Textspalte vorgesehen ist. Am Rand jeder Seite ohne ganzseitiges Bild sind in einer kleinen Miniatur Szenen aus dem Alten Testament dargestellt, mit einem kurzen erläuternden Text in altfranzösischer Sprache. Diese 227 kleinen Miniaturen bilden in ihrer Gesamtheit einen in einem Stundenbuch ungewöhnlichen ikonographischen Zyklus, eine Bible moralisée. Außer auf den Seiten mit einer ganzseitigen Miniatur umgibt ein feines Rankengeflecht den Text und die Bilder als Verzierung.
Nicht nur das Marienoffizium ist bebildert, sondern auch das Kalendarium, die Evangelien, das Totenoffizium und die Suffrages werden von Miniaturen begleitet. Einige sind in ihrer Gestaltung durch die Très Riches Heures beeinflusst, viele auch durch die Belles Heures, beides Stundenbücher der Brüder Limburg für Jean de Berry.
Zwei ungleich qualifizierte Schreiber gestalteten die Texte in gotischer Schrift. Einer war ziemlich ungeschickt, der andere formte ein gleichmäßiges und schönes Schriftbild. Jeweils nur einer der beiden beschrieb die Seiten der ineinander geschobenen Blätter einer Lage. In acht Lagen am Anfang und am Ende der Handschrift war der weniger qualifizierte Schreiber am Werk. Nur in einer dieser Lagen sieht man auf den beiden Blättern eines Bogens zwei Miniaturen des Meisters. Seine ganzseitigen Miniaturen erscheinen alle auf den Seiten des Schreibers mit der eleganten Schrift.

## Entstehung

### Auftraggeber
Der Auftraggeber lässt sich nur über die Betrachtung vergleichbarer Bücher ermitteln, denn zur Entstehung des Stundenbuchs gibt es keine schriftlichen Quellen. Die Bezeichnung Heures de Rohan bezieht sich auf einen späteren Besitzer.
Eine in Italien geschriebene und ausgeschmückte Bible moralisée diente den Fertigern der kleinen Miniaturen im Rohan-Stundenbuch als Vorlage für die Bilder und den begleitenden Text. Diese Handschrift, sehr wahrscheinlich im Besitz des Hauses Anjou, nennt man heute Bible angevine (Paris, BN, ms. français 9561).
Die Beziehungen der Grandes Heures de Rohan zu den Belles Heures der Brüder Limburg sind wahrnehmbar und unbestritten. Man kann deshalb davon ausgehen, dass die Maler in der Rohan-Werkstatt dieses Stundenbuch dauernd zur Hand hatten. Jolanthe von Aragon (1384–1442), die Frau Herzog Ludwigs II. von Anjou, hatte es 1416 aus dem Nachlass des Herzogs von Berry erworben.
Wegen dieser deutlichen Verbindungen der Grandes Heures de Rohan zum Haus Anjou geht die Forschung davon aus, dass Jolanthe von Aragon die Auftraggeberin für das Stundenbuch war. Marcel Thomas nimmt an, dass die Handschrift zwischen 1425 und 1430 entstand, Ingo F. Walther und Norbert Wolf datieren sie etwas später. Da die persönlichen Gebete für einen Mann verfasst sind, hält man es für wahrscheinlich, dass Jolanthe von Aragon das Stundenbuch für einen ihrer Söhne anfertigen ließ, vermutlich für René († 1480).

### Werkstatt
Der Qualitätsunterschied der einzelnen Miniaturen ist so erheblich, dass es über die Beteiligung mehrerer Maler an der Illuminierung der Handschrift keine Zweifel gibt. Die Forschung ist sich außerdem darüber einig, dass der anonyme Meister, der sogenannte Rohan-Meister, nur wenige der Miniaturen selbst gemalt hat, zehn der elf erhaltenen ganzseitigen und vielleicht drei halbseitige, glaubt Marcel Thomas. An manchen war er vermutlich nur beteiligt; er zeichnete die Figuren und überließ die Ausmalung einem Mitarbeiter in der Werkstatt. Die meisten der 54 halbseitigen Miniaturen stammen von einem zweiten Maler, ebenfalls sehr begabt und originell, aber ohne die Genialität des Meisters. Die Porträts der Heiligen zu den Suffrages werden fast alle einem mittelmäßigen dritten Maler zugeschrieben, dessen charakteristischer Malstil sich in den Heures à l'usage d'Angers findet. Die 227 kleinen Miniaturen der Bible moralisée zeigen zwei oder drei verschiedene Hände. Außer einigen am Anfang sind sie flüchtig gefertigt und unvollkommen; sie waren untergeordneten Mitarbeitern anvertraut, die Bible angevine diente ihnen als Vorlage.
Marcel Thomas stellte fest, dass die dem Meister zugeschriebenen ganzseitigen Miniaturen sowohl in der Thematik als auch in der Gestaltung zwar durch ältere Meister und die Arbeiten anderer Künstler seiner Zeit beeinflusst wurden, nicht aber durch die Belles Heures der Brüder Limburg, obwohl diese für die Herstellung der halbseitigen Miniaturen eine bedeutsame Rolle spielten. Thomas vermutet, dass die Illuminatoren nicht nebeneinander in einer Werkstatt arbeiteten. Die Komposition der Handschrift erlaubte den Austausch der einzelnen Lagen oder Bogen zwischen verschiedenen Ateliers, und Überlegungen im Zusammenhang mit den Schreibern machen dies wahrscheinlich. Möglicherweise war der Rohan-Meister auch nicht der Chef der nach ihm benannten Werkstatt und damit auch nicht für die Konzeption der Handschrift verantwortlich. Marcel Thomas glaubt, dass man in ihm eher einen renommierten Maler sehen muss, der vielleicht auch Tafelbilder malte, und den Jolanthe von Aragon für einige große Miniaturen gewann. Diese Hypothese gäbe eine befriedigende Antwort auf die erstaunliche Tatsache, dass man nur schwer in irgendeinem der seiner Werkstatt zugeschriebenen Stundenbücher ein Bild findet, das sich in der Qualität mit den ganzseitigen Miniaturen der Grandes Heures de Rohan vergleichen ließe.

## Besitzer
Das Wappen der Familie de Rohan kam durch Übermalung in das Stundenbuch und gab den Grandes Heures de Rohan den Namen. Der erste Besitzer war vermutlich ein Sohn der Jolanthe von Aragon, wahrscheinlich René von Anjou. Dieser wurde 1431 in der Schlacht von Bulgnéville durch Antoine de Vaudémont besiegt, dem Vater der Maria von Lothringen († 1455), die mit Alain IX. de Rohan († 1462) verheiratet war. René von Anjou geriet in Gefangenschaft und als Teil des auferlegten Lösegeldes könnten die kostbaren Grandes Heures de Rohan in den Besitz des Hauses Rohan gekommen sein.
Man weiß nicht, wie lange sich die Grandes Heures im Besitz der Familie de Rohan befanden; durch einen Vermerk auf dem ersten Blatt der Handschrift erfährt man, dass sie im 18. Jahrhundert in Paris in einer Bibliothek der Jesuiten stand. Sie kam dann irgendwann in den Besitz des Herzogs de La Vallière, aus dessen Sammlung sie die königliche Bibliothek erwarb. Die Nachfolgerin dieser königlichen Bibliothek ist die Nationalbibliothek in Paris, in der sich die Handschrift unter der Signatur ms. lat. 9471 heute befindet.